# Johann Gottfried Hoche
Johann Gottfried Hoche (Friedrichsthal, 25 settembre 1762 – Gröningen, 2 maggio 1836) è stato un teologo e storico tedesco.

## Biografia
Padre della scrittrice Louise Aston (1814-1871), studiò storia e teologia all'Università di Halle, dove ebbe come insegnanti Johann Salomo Semler e Johann August Nösselt. Nel 1800 fu nominato secondo sacerdote nella città di Gröningen, vicino a Halberstadt. Nel 1805 raggiunse le posizioni di primo ministro e sovrintendente e, poco dopo, fu nominato nel concistoro di Halberstadt. Dopo la dissoluzione del concistoro di Halberstadt nel 1816, gli fu offerta una posizione a Magdeburgo, ma scelse di rimanere a Gröningen, dove morì nel 1836.

## Opere
- Historische Untersuchung Uber Die Niederlandischen Kolonien in Niederdeutschland, 1791.
- Geschichte der Statthalterschaft in den Niederlanden, 1796.
- Des Amtmanns-Tochter von Lüde, Eine Wertheriade fur Aeltern, Jünglinge und Mädchen, 1797.
- Ruhestunden für Frohsinn und häusliches Glück, con Johann Karl Christoph Nachtigal (4 parti, 1798–1800).
- Reise durch Osnabrück und Niedermünster in das Saterland, Ostfriesland und Gröningen, 1800 (Google Books: 1, 2; SLUB: 1 = 2) .
- Geschichte des päpstlichen Jubeljahres, 1825[2][3]
- Johann Gottfried Hoche: Reise durch Osnabrück und Niedermünster in das Saterland, Ostfriesland und Gröningen. Von J. G. Hoche, Doktor der Philosophie und Prediger in Rödinghausen in der Grafschaft Ravensberg, und Mitglied der Königl. litterarischen Gesellschaft in Halberstadt, Bremen, bei Friedrich Wilmans, 1800, 526 S. - Repr. Schuster, Leer, 1977, 1978, 526 S. ISBN 3-7963-0137-1.